# 圖里納·瑪絲·西哈特
圖里納（英語：Turinah，據稱1853年6月7日—2012年6月7日），是一名印尼未經證實的超級人瑞，出生於印度尼西亞的蘇門答臘島，據她的家人說，已居住了159年，而她女兒活到108歲，雖然得到前印尼官方、親友力證，但無證件可証明她的年齡。
經過這麼長時間，圖里納仍然活躍在家中，她仍然有良好的記憶力，良好的視力，良好的聽力和積極的生活，也就是說，圖里納在她去世前仍然身體健康，她多年來一直抽丁香菸直到她去世。

## 脚注
1. ↑  .   [2016-09-15]. （原始内容存档于2016-10-20）.